# Sistema nervoso autonomo

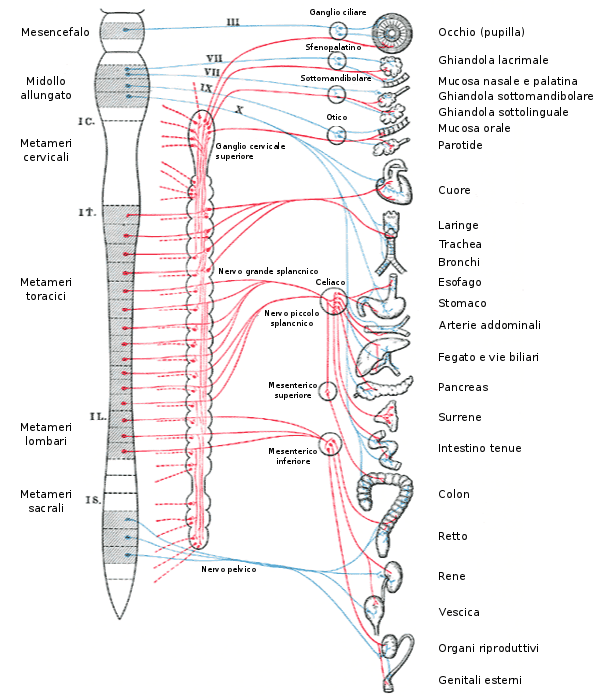

Il sistema nervoso autonomo (SNA), conosciuto anche come sistema nervoso vegetativo o viscerale, è quell'insieme di cellule e fibre che innervano gli organi interni e le ghiandole, controllando le cosiddette funzioni vegetative, ossia quelle funzioni che generalmente sono al di fuori del controllo volontario, per questo viene anche definito "sistema autonomo involontario".

## Generalità
Il sistema nervoso autonomo è costituito da porzioni anatomicamente e funzionalmente distinte ma sinergiche:
- il sistema nervoso simpatico (o ortosimpatico)
- il sistema nervoso parasimpatico
- il sistema nervoso enterico (o metasimpatico), fibre nervose che innervano i visceri.

Ha la funzione di regolare l'omeostasi dell'organismo ed è un sistema neuromotorio non influenzabile dalla volontà che opera con meccanismi appunto autonomi, relativi a riflessi periferici sottoposti al controllo centrale.

## Sistema simpatico
L'innervazione simpatica viene tradizionalmente descritta come una componente che svolge una funzione attacco/fuga (fight or flight). Fa capo a reazioni opposte rispetto all'innervazione parasimpatica: broncodilatazione, vasocostrizione, tachicardia, costrizione degli sfinteri, contrazione della muscolatura delle vie spermatiche (quindi contribuisce all'eiaculazione). La componente simpatica decorre con i rami anteriori dei nervi spinali compresi fra C8 e L2 (alcuni testi possono riportare T1 ed L3). Attraverso un ramo comunicante bianco le fibre mieliniche si portano ai gangli del sistema toracolombare; da qui le fibre postgangliari si portano ai territori di innervazione tramite nervi splancnici, rami comunicanti grigi che si riportano ai nervi spinali nonché rami perivascolari. L'innervazione degli organi è composita; i gangli cervicali innervano la faccia e in parte il cuore, i gangli toracici poi vanno a innervare la componente polmonare e ghiandolare. Le regioni inferiori saranno innervate da fibre che fuoriescono da tre gangli prevertebrali: il celiaco, il mesenterico superiore e il mesenterico inferiore.

## Sistema parasimpatico
Il parasimpatico è dato da quella parte del sistema nervoso autonomo che provvede a funzioni viscero-sensitive e somato-sensitive, oltre a broncocostrizione, peristalsi della muscolatura gastroenterica, eccitosecrezione di ghiandole salivari, lacrimali nonché ghiandole extramurarie annesse al tubo digerente (pancreas e fegato); interviene nell'innervazione del muscolo detrusore della vescica, la cui contrazione, accompagnata dal rilassamento del muscolo sfintere liscio della vescica, porta alla minzione. Genera reazioni opposte rispetto al sistema simpatico: vasodilatazione, rallentamento del battito cardiaco, broncocostrizione, contrazione delle pupille, stimolo della mobilità intestinale. Le fibre parasimpatiche decorrono in molti nervi cranici quali: nervo oculomotore, nervo faciale, nervo glossofaringeo, nervo vago. Quest'ultimo (uno dei nervi più lunghi) concorre all'innervazione viscerale di tutto il tratto digerente fino al colon discendente, del cuore e dei polmoni, nonché della regione faringo-laringea. Le fibre parasimpatiche per l'innervazione della porzione terminale del tubo digerente e delle porzioni caudali dell'apparato urinario originano dai nervi S2, S3, S4 ed S5 (più precisamente dal nucleo autonomo del parasimpatico sacrale).

## Sistema nervoso enterico
Controlla il tratto intestinale, compreso il pancreas e la cistifellea, tramite i motoneuroni enterici che vanno ad agire sulla muscolatura liscia, i vasi sanguigni e l'attività secretoria. Il SNA metasimpatico si divide in: plesso mienterico (di Auerbach), presente nella tonaca muscolare; plesso sottomucoso (di Meissner), nella tonaca sottomucosa.

## Considerazioni sui neurotrasmettitori del sistema nervoso autonomo
Le fibre pregangliari sia parasimpatiche che ortosimpatiche utilizzano come unico neurotrasmettitore l'acetilcolina; i recettori per lo stesso si dividono in recettori muscarinici ed in recettori nicotinici. L'acetilcolina è usata anche dalle fibre postgangliari parasimpatiche nonché simpatiche sia a livello pregangliare per l'azione vasocostrittrice che per l'azione eccitosecretrice sulle ghiandole sudoripare e delle ghiandole surrenaliche coinvolte con la secrezione della noradrenalina da parte della frazione midollare, nella reazione di fuga/paura e stress. Il resto delle fibre postgangliari simpatiche utilizzano come neurotrasmettitore la noradrenalina che ha solo recettori alfa (vasocostrizione del Territorio Splancnico). L'adrenalina è secreta massivamente solo dalla parte midollare delle surrenali e lei sola ha i recettori alfa e beta. Questi recettori alfa e beta si suddividono in:
- alfa 1 (vasocostrizione del territorio splancnico, midriasi, piloerezione, contrazione muscolatura della prostata, glicogenolisi negli epatociti);
- alfa 2 (posti nel neurone presinaptico noradrenergico, modulano la sintesi della noradrenalina intramurale; molteplici azioni nei neuroni adrenergici postsinaptici nel SNC; nelle piastrine, aggregazione; contrazione dei muscoli lisci vasali; inibizione della lipolisi negli adipociti);
- beta 1 (effetti cardiaci: inotropo, cronotropo, dromotropo e batmotropo positivi; aumenta il rilascio di renina nelle cellule iuxtaglomerulari);
- beta 2 (broncodilatazione, vasodilatazione del territorio muscolare striato, vasodilatazione delle coronarie, glicogenolisi nel tessuto muscolare ed epatico);
- beta 3 i quali si ritrovano solo nel tessuto adiposo dove provocano un effetto lipolitico, dunque una mobilitazione dei grassi che si immettono in circolo (questi grassi rispondono alle catecolamine circolanti, cioè quelle liberate dalla midollare del surrene).